# Thalaina hieroglyphica
Thalaina hieroglyphica là một loài bướm đêm trong họ Geometridae.